# 中里玲奈
中里 玲奈（なかさと れな、1995年9月1日 - ）は、エフエム青森（AFB）のアナウンサーである。

## 来歴
青森県青森市出身。リンゴ農家の家庭で育った。
中学3年生の際、東日本大震災によるインフラ断絶で避難を余儀なくされ、ラジオによる救援物資など地域に根差した細かい情報に助けられたという。
淑徳大学人文学部表現学科に在学中、「JFN学生ラジオCMコンテスト2016」で最優秀賞を受賞する。
淑徳大学を卒業後、2018年にエフエム長崎に入社した。アナウンサーとなり、朝の生ワイド番組『Sunrise Station』を担当した。
2020年4月、故郷である青森県のエフエム青森に移籍し、同月より開始した朝ワイド番組「Ao-Mor-Ning」を担当する。
2022年3月で「Ao-Mor-Ning」が終了し、4月からは自身としては初担当の夕方の番組「RADI-MOTT!」を担当する。（当初は月曜・木曜の担当）
2023年8月から出産に伴い産休に入っていたがが、2024年4月に復帰した。

## 担当番組
エフエム青森
- 「RADI-MOTT!」（月・木曜→水曜）
- 「スマイル」（月曜12:00 - 12:55）
- 「Ao-Mor-Ning」（月曜 - 木曜）
- 「The シモキターンズ」

エフエム長崎
- 「Sunrise Station」